# Đurmanec

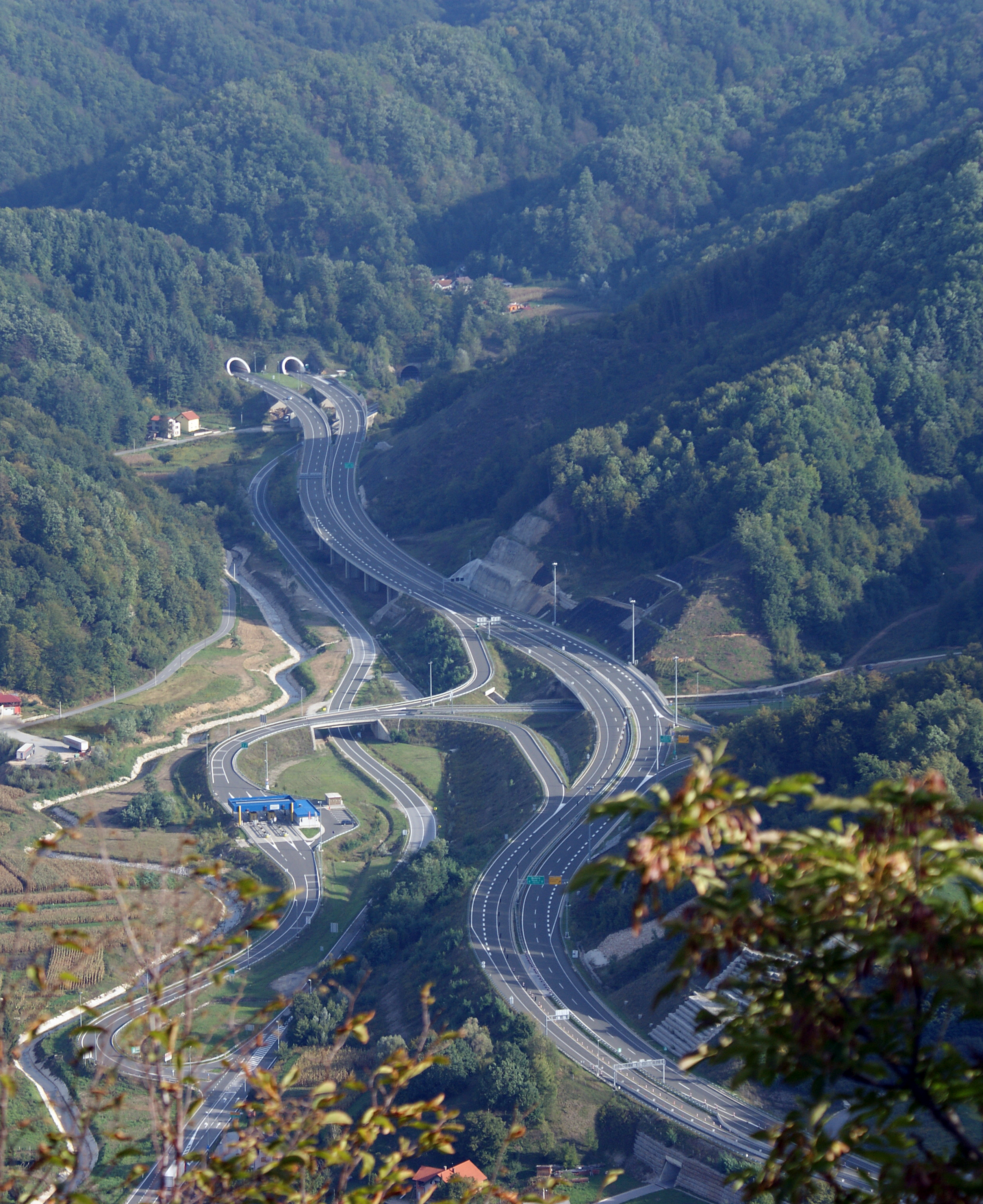
Dálnice A2 u Đurmance, viditelné jsou všechny tunely Đurmanec

Đurmanec je vesnice a správní středisko stejnojmenné opčiny v Chorvatsku v Krapinsko-zagorské župě. Nachází se asi 5 km severozápadně od Krapiny a asi 11 km severovýchodně od Pregrady. V roce 2011 žilo v Đurmanci 836 obyvatel, v celé opčině pak 4 235 obyvatel.
Součástí opčiny je celkem 13 trvale obydlených vesnic.
- Donji Macelj – 566 obyvatel
- Đurmanec – 836 obyvatel
- Goričanovec – 283 obyvatel
- Gornji Macelj – 204 obyvatel
- Hlevnica – 254 obyvatel
- Hromec – 444 obyvatel
- Jezerišće – 119 obyvatel
- Koprivnica Zagorska – 116 obyvatel
- Lukovčak – 228 obyvatel
- Podbrezovica – 279 obyvatel
- Prigorje – 298 obyvatel
- Putkovec – 216 obyvatel
- Ravninsko – 392 obyvatel

Đurmancem procházejí státní silnice D1, D207 a župní silnice Ž2096. Těsně kolem Đurmance prochází dálnice A2, na které do Đurmance vede exit 2 a je po něm pojmenován 204 m dlouhý tunel Đurmanec, stejné jméno však sdílí i tunel Đurmanec na silnici D1. Součástí opčiny je též hraniční přechod Macelj se Slovinskem. Đurmancem též protékají potoky Maceljčica a Putkovec, které se stékají a vytvářejí řeku Krapinici, která je pravostranným přítokem řeky Krapiny.